# Галигузов, Иван Фёдорович
Иван Фёдорович Галигузов (1934—2005) — советский и российский историк, педагог, краевед и учёный, доктор исторических наук (1985), профессор (1986).
Автор около ста научных публикаций, в том числе четырёх монографий.

## Биография
Родился 19 августа 1934 года в селе Верхнесмородино (по другим данным в деревне Новоселки) Поныровского района Курской области.
Во время Великой Отечественной войны его село было оккупировано фашистами, Иван пошел учиться в школу только в десятилетнем возрасте. После окончания школы в 1954—1957 годах служил в Советской армии.
В 1962 году окончил исторический факультет Московского государственного университета (МГУ) по специальность «учитель истории». Был направлен по распределению в Магнитогорск, где работал преподавателем Магнитогорского государственного педагогического института (МГПИ, 1962—1963), был лектором городского комитета КПСС (1963—1965), затем старшим преподавателем кафедры истории КПСС Магнитогорского горно-металлургического института (МГМИ, 1965—1967). В 1967 году Галигузов поступил в аспирантуру МГУ; в 1969 защитил кандидатскую диссертацию на тему «Партийное руководство развитием чёрной металлургии в четвёртой пятилетке (1946—1950 годы)», а в 1985 — докторскую диссертацию на тему «Партийное руководство развитием промышленности Урала в послевоенный период (1946—1961 годы)». В 1986 году ему было присвоено ученое звание профессора. В становлении И. Ф. Галигузова как ученого важную роль сыграли доктор исторических наук, профессор В. М. Селунская и академик Академии наук СССР Ю. С. Кукушкин.
В период работы в МГМИ, с 1972 по 1977 и с 1983 по 1991 годы он был заведующим кафедрой истории КПСС. В 1979—1983 годах был ректором Магнитогорского государственного педагогического института. В 1991 году Иван Фёдорович Галигузов перешел на работу в Высшее музыкальное училище (ныне — Магнитогорская государственная консерватория имени М. И. Глинки) на должность заведующего кафедрой философских, социально-экономических и гуманитарных дисциплин, которой заведовал до 2005 года.
Наряду с научно-преподавательской, Иван Фёдорович занимался и общественной деятельностью. В 1998—2002 годах участвовал в создании энциклопедии города Магнитогорска. Был членом Всесоюзного общества «Знание» и делегатом его съездов, избирался депутатом Магнитогорского городского Совета народных депутатов (1980—1984), в последние годы жизни руководил научно-исследовательской работой в Магнитогорском Центре национальных культур. Галигузов являлся одним из ведущих литераторов-краеведов Магнитогорска, его перу принадлежат книги:
- 1978 год — «Флагман отечественной индустрии. История Магнитогорского металлургического комбината имени В. И. Ленина» (в соавторстве с М. Чурилиным). — Москва, «Мысль».
- 1984 год — «Партийное руководство развитием промышленности Урала (1946—1961 гг.)». — Саратов, Издательство Саратовского университета.
- 1994 год — «Станица Магнитная (от казачьей станицы до города металлургов)» (в соавторстве с В. Бакановым). — Магнитогорск, Магнитогорское полиграфпредприятие.
- 2000 год — «Народы Южного Урала: история и культура». — Магнитогорск, Магнитогорский Дом печати.

Умер 6 октября 2005 года в Магнитогорске. Был похоронен на Левобережном кладбище города.
В музее музыкальной культуры Магнитогорска открыт стенд, рассказывающий об Иване Фёдоровиче Галигузове. На доме, где жил учёный, ему установлена мемориальная доска.

## Награды
- И. Ф. Галигузов был награждён медалями, в числе которых «За трудовую доблесть» (1976), а также Почетными грамотами правлений обществ «Знание» СССР и РСФСР, Челябинского областного Совета народных депутатов и Почетным знаком «За активную работу» Всесоюзного общества «Знание».
- Был дипломантом III Литературного конкурса имени К. М. Нефедьева (а книгу «Народы Южного Урала»)[2] и удостоен звания «Заслуженного работника высшей школы Российской Федерации» (2004).[1]